# Hajná Nová Ves
Hajná Nová Ves é um município da Eslováquia, situado no distrito de Topoľčany, na região de Nitra. Tem 6,38 km² de área e sua população em 2018 foi estimada em 332 habitantes.

## Demografia
| Ano:        | 1994 | 2004   | 2014   | 2024   |
| ----------- | ---- | ------ | ------ | ------ |
| Broj ljudi: | 348  | 349    | 333    | 347    |
| Razlika:    |      | +0,28% | -4,58% | +4,20% |

| Ano:               | 2023 | 2024   |
| ------------------ | ---- | ------ |
| Número de pessoas: | 345  | 347    |
| Diferença:         |      | +0,57% |